# Назаренки (Дніпровський район)
Наза́ренки — село в Україні, у Ляшківській сільській територіальній громаді Дніпровського району Дніпропетровської області. Населення за переписом 2001 року складало 54 особи.

## Географія
Село Назаренки знаходиться на відстані 1 км від села Ляшківка і за 1,5 км від сіл Шарівка і Бринзи (Кобеляцький район). Біля села велике заболочене озеро. Поруч проходить автомобільна дорога Т 0441.

## Населення

### Мова
Розподіл населення за рідною мовою за даними перепису 2001 року:
| Мова       | Відсоток |
| ---------- | -------- |
| українська | 100%     |

## Люди
В селі народилися 
- Дудник Микола Олексійович (1920—2007) — радянський вчений в галузі селекції винограду і виноградного розсадництва.
- Постольник Юрій Степанович (1925–2008) — український науковець-механік. Доктор фізико-математичних наук, професор.

## Інтернет-посилання
- Погода в селі Назаренки

1. ↑  Рідні мови в об'єднаних територіальних громадах України — Український центр суспільних даних